# المؤتمر العام للاجئين
المؤتمر العام للاجئين (بالإنجليزية: en:General Refugee Congress)، ويعرف أيضاً المؤتمر العام للاجئين الفلسطينيين، ومؤتمر اللاجئين العرب في رام الله، تأسس المؤتمر العام للاجئين في عام 1949 بغرض الدفاع عن حقوق اللاجئين الفلسطينيين في أعقاب الأحداث في عام 1948.

## التاريخ
- بدأت المنظمة في فبراير 1949 كلجنة من اللاجئين المالكين للعقارات في رام الله.[4]
- ركزت في المقام الأول في البداية على تنظيم الإغاثة الإنسانية للاجئين الفلسطينيين بعد طردهم وهروبهم عام 1948.
- في الفترة التي سبقت مؤتمر لوزان عام 1949، تكثفت أنشطة المجموعة في اتجاه سياسي أكثر.

## تاريخ عقد المؤتمر
- عُقد مؤتمر عام للاجئين في 17 مارس/آذار، حضره 500 مندوب.[5]
- في اجتماع مارس، تم انتخاب محمد نمر الهواري رئيسًا.
- كان يحيى حمودة وعزيز شحادة عضوين رئيسين في اللجنة التنفيذية للمؤتمر.
- سعى مركز الخليج للأبحاث إلى تمثيل مصالح اللاجئين الفلسطينيين.
- دعا مركز الخليج للأبحاث إلى دمج ممثلي اللاجئين من جميع الدول العربية الأخرى.

## مطالب المؤتمر
- طالبت منطقة الخليج الكبرى، أو أي مجموعة فلسطينية أخرى خارج نطاق نفوذها، بحق العودة إلى اللاجئين.

أصبح الكونغرس منخرطًا بشكل كبير في الجهود القانونية الدولية لتأمين حقوق الملكية للاجئين الفلسطينيين فيما يتعلق بالممتلكات التي وقعت تحت السيطرة الإسرائيلية. وشملت هذه بساتين البرتقال والحسابات المصرفية.
- بحلول سبتمبر 1949، خضعت المنظمة لتغيير الاسم الرسمي، ثم أصبحت بإسم "مؤتمر اللاجئين العرب".

## إضعاف المؤتمر
بسبب عدة عوامل، وشملت:
- انشقاق هواري، وانتشار معرفته باتصالات المجموعة داخل إسرائيل.
- التصور المتزايد لإعطاء الأولوية لحماية الممتلكات على القضايا الأخرى.
- شجع العديد من المبادرات التي كان من المقرر اتخاذها كنقاط انطلاق لحل كامل للمشكلة.[7]